# Mons (exogéologie)
Pour les articles homonymes, voir Mons (homonymie) et Montès.

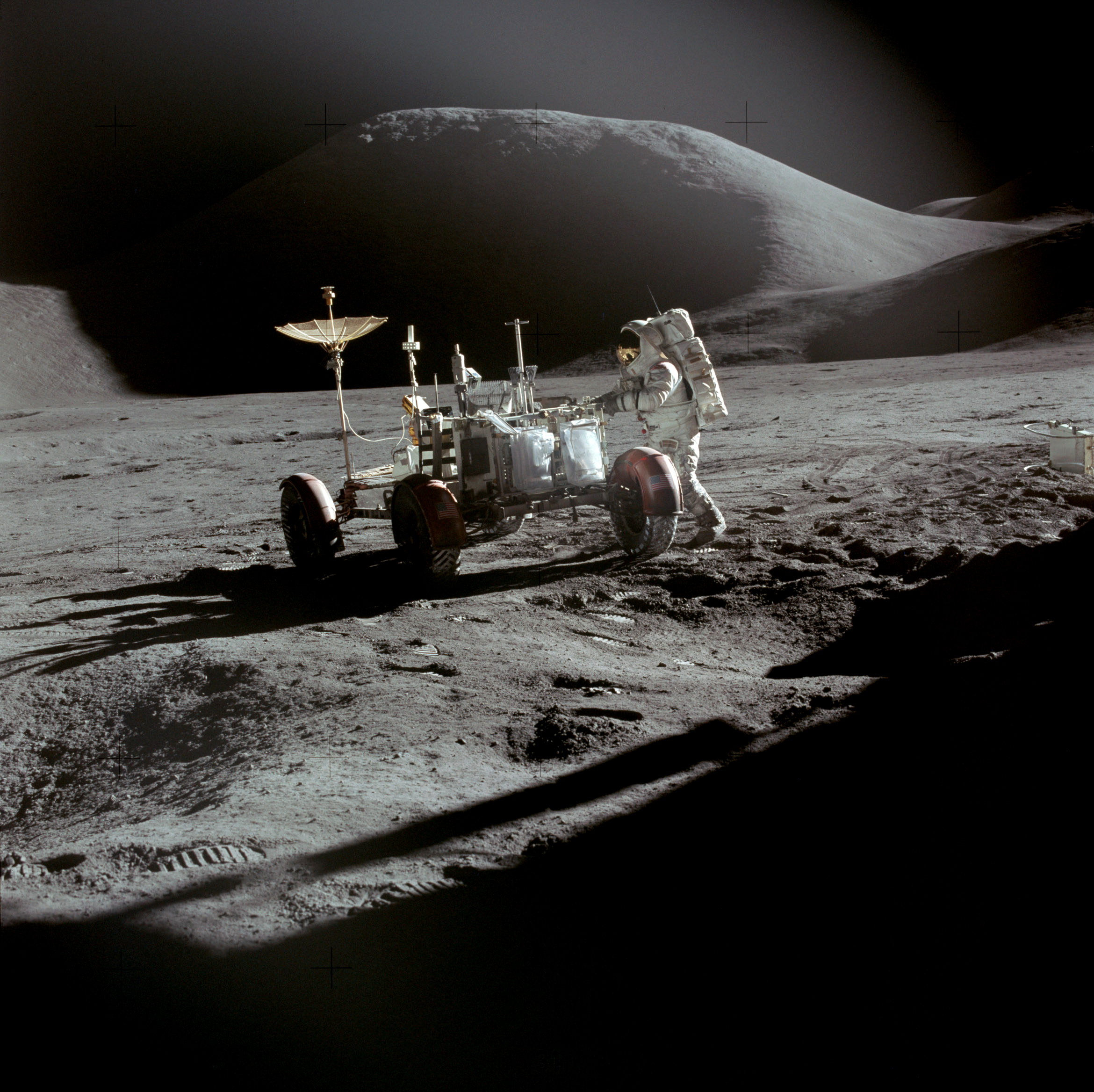
James Irwin et le rover de la mission lunaire Apollo 15 devant Mons Hadley (31 juillet 1971).

Mons (pluriel : montes) est un mot d'origine latine qui désigne une montagne. Il est utilisé dans la nomenclature planétologique (y compris martienne) pour décrire une grande variété de formations, comme des reliefs entourant un large cratère d'impact (exemple : Nereidum Montes au nord du bassin d'Argyre), des crêtes (exemple : Geryon Montes dans Valles Marineris) ou simplement un sommet isolé, la plupart du temps d'origine volcanique (exemple : Olympus Mons).